# Aqschatau
Aqschatau (kasachisch Ақшатау – „Geldberg“) ist eine Siedlung städtischen Typs im Gebiet Qaraghandy in Kasachstan.
Der Ort mit 1149 Einwohnern befindet sich im Landkreis Schet.
Postleitzahl: 101714.

## Wirtschaft
In Aqschatau wird Wolfram und Molybdän gefördert.

## Persönlichkeiten
- Marat Achmetschanow (* 1964), Politiker